# Molí Can Carreres
Molí Can Carreres és un molí de Llagostera (Gironès) que forma part de l'Inventari del Patrimoni Arquitectònic de Catalunya. També rep el nom de Molí del Mig. Forma part del conjunt dels molins del Ridaura.

## Descripció
És un molí conservat des de l'any 1694. Actualment és cobert per vegetació i resten pocs murs. S'entreveu la planta rectangular i els murs paredats, les finestres i obertures són emmarcades per restes de mola com a llindes i algunes amb maó vista. A l'exterior trobem restes de la bassa i el rec. A l'interior encara es conserven moles senceres.